# Voluptati indulgere initium omnium malorum est
Voluptati indulgere initium omnium malorum est (лат. изговор: волуптати индулгере иницијум омнијум малорум ест). Одавати се похоти почетак је сваког зла. (Сенека)

## Поријекло изреке
Ову мисао је изрекао почетком нове ере познати римски књижевник и филозоф Сенека.

## Тумачење
Похота или похлепа је сигурна најава злу.